# 1116 هـ
1116 هـ هي سنة في التقويم الهجري امتدت مقابلةً في التقويم الميلادي بين سنتي 1704 و1705.

## مواليد
- ابن الست